# Sturgill Simpson

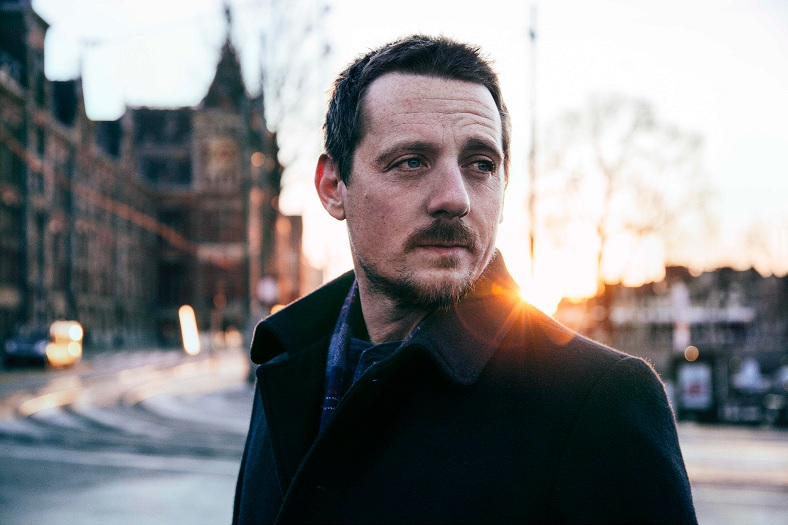
Sturgill Simpson (2016)

Sturgill Simpson (* 8. Juni 1978 in Jackson, Kentucky) ist ein US-amerikanischer traditioneller Countrymusiker und Schauspieler.

## Karriere
Sturgill Simpson begann seine musikalische Karriere mit der Band Sunday Valley, die von 2004 bis 2011 bestand. Danach begann er eine Solokarriere und arbeitete an seinem Debütalbum. High Top Mountain erschien 2013, es war ein moderater Erfolg in den Countrycharts und etablierte ihn als Musiker in dem Genre in der Tradition von Waylon Jennings. Bei seinem zweiten Album Metamodern Sounds in Country Music arbeitete er mit dem Produzenten Dave Cobb zusammen. Damit erreichte er die Top 10 der Countrycharts und platzierte sich auch in den offiziellen Albumcharts. Bei den Americana Music Awards wurde er 2014 als Newcomer und 2015 als bester Musiker ausgezeichnet. Das Album erhielt eine Grammy-Nominierung in der Americana-Kategorie.
Bis zu seinem nächsten Album ließ sich Simpson diesmal zwei Jahre Zeit. Das Konzeptalbum A Sailor’s Guide to Earth war seine erste Veröffentlichung beim Major-Label Atlantic und stieg im April 2016 auf Platz 1 der Country- und auf Platz 3 der Verkaufscharts ein. Es konnte sich auch im Ausland in den Charts platzieren. Bei den Grammy Awards 2017 erhielt er dafür die Auszeichnung als Countryalbum des Jahres, in der Hauptkategorie „Album des Jahres“ war es ebenfalls nominiert.
Sturgill Simpson veröffentlichte 2019 die Single „The Dead Don’t Die“, den Titelsong zum gleichnamigen Film von Jim Jarmusch. Sein Album Cuttin’ Grass – Vol. 1 (Butcher Shoppe Sessions) erhielt 2021 eine Grammy-Nominierung in der Kategorie Bestes Bluegrass Album.

## Diskografie

### Alben
| Jahr | Titel                                                | Höchstplatzierung, Gesamtwochen, AuszeichnungChartplatzierungen (Jahr, Titel, Platzierungen, Wochen, Auszeichnungen, Anmerkungen) | Höchstplatzierung, Gesamtwochen, AuszeichnungChartplatzierungen (Jahr, Titel, Platzierungen, Wochen, Auszeichnungen, Anmerkungen) | Höchstplatzierung, Gesamtwochen, AuszeichnungChartplatzierungen (Jahr, Titel, Platzierungen, Wochen, Auszeichnungen, Anmerkungen) | Höchstplatzierung, Gesamtwochen, AuszeichnungChartplatzierungen (Jahr, Titel, Platzierungen, Wochen, Auszeichnungen, Anmerkungen) | Anmerkungen |
| Jahr | Titel                                                | CH | UK | US | Country | Anmerkungen |
| ---- | ---------------------------------------------------- | --- | --- | --- | --- | ----------- |
| 2013 | High Top Mountain                                    | — | — | — | Country31 (8 Wo.)Country |             |
| 2014 | Metamodern Sounds in Country Music                   | — | — | US59 Gold · (11 Wo.)US | Country8 (79 Wo.)Country |             |
| 2016 | A Sailor’s Guide to Earth                            | — | UK43 (1 Wo.)UK | US3 (12 Wo.)US | Country1 (43 Wo.)Country |             |
| 2019 | Sound & Fury                                         | CH76 (1 Wo.)CH | UK79 (1 Wo.)UK | US12 (3 Wo.)US | Country3 (7 Wo.)Country |             |
| 2020 | Cuttin’ Grass – Vol. 1 (The Butcher Shoppe Sessions) | — | — | US24 (3 Wo.)US | Country2 (8 Wo.)Country |             |
| 2020 | Cuttin’ Grass – Vol. 2 (The Cowboy Arms Sessions)    | — | — | US30 (2 Wo.)US | Country5 (2 Wo.)Country |             |
| 2021 | The Ballad of Dood & Juanita                         | — | — | US23 (2 Wo.)US | Country3 (2 Wo.)Country |             |

### Singles
| Jahr | Titel Album                        | Höchstplatzierung, Gesamtwochen, AuszeichnungChartplatzierungen (Jahr, Titel, Album, Platzierungen, Wochen, Auszeichnungen, Anmerkungen) | Höchstplatzierung, Gesamtwochen, AuszeichnungChartplatzierungen (Jahr, Titel, Album, Platzierungen, Wochen, Auszeichnungen, Anmerkungen) | Höchstplatzierung, Gesamtwochen, AuszeichnungChartplatzierungen (Jahr, Titel, Album, Platzierungen, Wochen, Auszeichnungen, Anmerkungen) | Anmerkungen |
| Jahr | Titel Album                        | UK | US | Country | Anmerkungen |
| ---- | ---------------------------------- | --- | --- | --- | ----------- |
| 2016 | In Bloom A Sailor’s Guide to Earth | — | — | Country48 (1 Wo.)Country |             |

Weitere Singles
- 2012: Life Ain’t Fair and the World Is Mean
- 2014: Living the Dream
- 2014: Turtles All the Way Down
- 2014: The Promise
- 2016: Brace for Impact (Live a Little)
- 2019: Sing Along

## Filmografie
- 2011: Orca Park
- 2018: One Dollar (Fernsehserie, 5 Folgen)
- 2018: The Dead Don’t Die
- 2019: Queen & Slim
- 2023: Killers of the Flower Moon
- 2023: The Creator